# عقاب کوچک (فیلم)
عقاب کوچک (انگلیسی: The Little Eagle) یک فیلم صامت لهستانی است که در سال ۱۹۲۷ منتشر شد. ژانر این فیلم، کمدی می‌باشد.